# Ordre de l'Aigle aztèque
Pour les articles homonymes, voir Aigle (homonymie) et Ordre de l'Aigle.

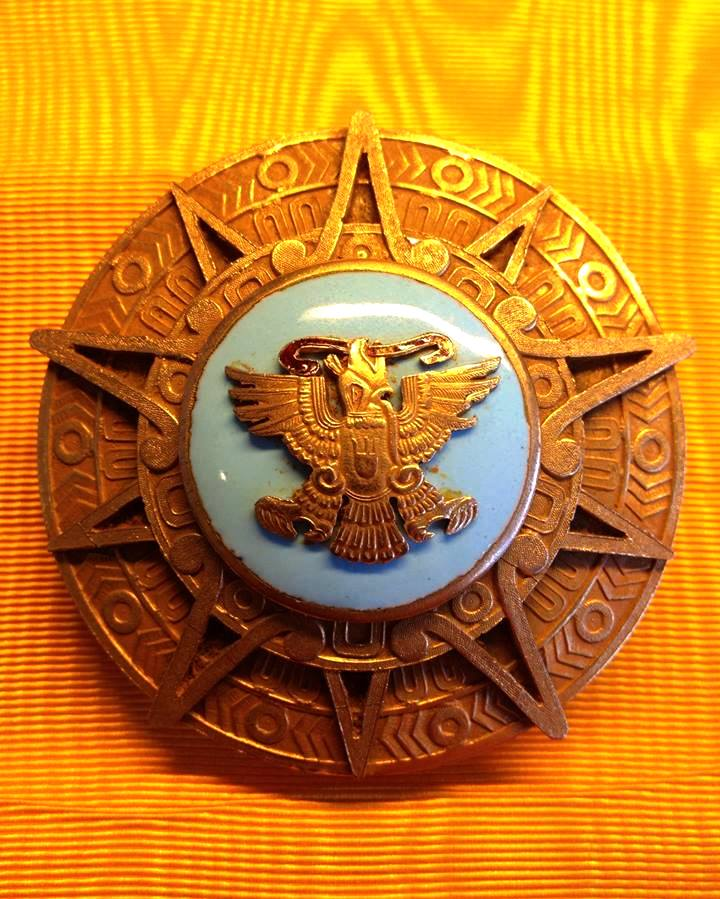
L'ordre de l'Aigle aztèque.

L'ordre de l'Aigle aztèque (Orden del Águila Azteca) est la plus haute distinction attribuée aux étrangers au Mexique, soit pour des services éminents rendus à la nation mexicaine ou à l'humanité, soit en réciprocité à d'autres distinctions décernées à l'étranger à des fonctionnaires mexicains.
Cette distinction trouve son origine dans les décorations de l'aigle aztèque, accordées par l'exécutif mexicain sur la base d'un décret du 30 septembre 1932. Elles avaient un ruban bleu clair, et étaient destinées à manifester la sympathie ou la gratitude de la nation envers les étrangers qui, de l'avis de l'exécutif, le méritaient. Cette décoration est éphémère, puisqu'elle n'a été décernée qu'aux fonctionnaires du ministère chilien des Affaires étrangères qu'en 1933.
L'ordre de l'Aigle aztèque a été créé par décret le 29 décembre 1933, en tant que récompense décernée aux étrangers pour services humanitaires. Il est accordé par le bureau du secrétariat aux Affaires étrangères du Mexique, sur instructions du conseil créé à cet effet et dirigé par le président du Mexique, qui est le grand-maître de l'ordre et le secrétaire aux Affaires étrangères, qui est le grand-chancelier.

## Grades
| Rang | Grade                 | Ruban | Titulaires                                                          |
| ---- | --------------------- | ----- | ------------------------------------------------------------------- |
| 1    | Collier               |       | Chefs d'État                                                        |
| 2    | Bande Classe spéciale |       | Chefs de gouvernement Héritiers de trônes Conjoints de chefs d'État |
| 3    | Bande                 |       | Membres de gouvernement Membres de familles royales Ambassadeurs    |
| 4    | Plaque                |       | Chefs d'entreprise Consuls généraux Officiers généraux              |
| 5    | Croix                 |       | Officiers supérieurs Membres d'ambassade                            |
| 6    | Insigne               |       |                                                                     |

## Titulaires

### Grands maîtres
- Claudia Sheinbaum
- Andrés Manuel López Obrador
- Enrique Peña Nieto
- Felipe Calderón Hinojosa
- Vicente Fox Quesada
- Ernesto Zedillo
- Miguel de la Madrid Hurtado
- José López Portillo
- Luis Echeverría
- Gustavo Díaz Ordaz

### Titulaires français
- Charles de Gaulle (1963)
- Jacques Soustelle
- André Malraux
- François Mitterrand (1981)
- Pascal Lamy (2003)
- Jean-Louis Beffa
- Le Clézio (2010)
- Benoît Hamon
- Jacques Lafaye (2006)
- Michel Sapin (2017)
- Catherine Bréchignac (2018)
- Jean-Yves Le Drian (2021)

### Titulaires au Vatican
- Pietro Parolin (bande classe spéciale)
- Dominique Mamberti (bande)
- Antoine Camilleri (plaque)
- Christophe Pierre (bande)

### Autres titulaires(listes non exhaustives)
Personnalités culturelles
- Alicia Alonso
- Claudio Arrau
- Plácido Domingo
- Gabriel García Márquez
- Nadine Gordimer
- Youri Knorozov
- Alexandra Kollontaï
- Álvaro Mutis
- Sadako Ogata
- Joan Manuel Serrat
- Arturo Uslar Pietri
- Mario Vargas Llosa

Personnalités politiques
- Michelle Bachelet
- Fidel Castro
- César Chávez
- Yves Ducharme
- Élisabeth II
- Edmond Leburton
- Rigoberta Menchú
- José Mujica
- Eva Perón
- Dwight D. Eisenhower
- Luiz Inácio Lula da Silva
- Nelson Mandela
- Sergio Mattarella
- Dilma Rousseff
- Laurent Nuñez